# Ліся Гура (гміна)
Гміна Ліся Гура (пол. Gmina Lisia Góra) — сільська гміна у південній Польщі. Належить до Тарновського повіту Малопольського воєводства.
Станом на 31 грудня 2011 у гміні проживало 14500 осіб.

## Площа
Згідно з даними за 2007 рік площа гміни становила 105.40 км², у тому числі:
- орні землі: 76.00%
- ліси: 13.00%

Таким чином, площа гміни становить 7.44% площі повіту.

## Населення
Станом на 31 грудня 2011:
| Опис     | Загалом | Загалом | Чоловіки | Чоловіки | Жінки | Жінки |
| -------- | ------- | ------- | -------- | -------- | ----- | ----- |
| одиниця  | осіб    | %       | осіб     | %        | осіб  | %     |
| все      | 14500   | 100     | 7166     | 49.42    | 7334  | 50.58 |
| міське   | 0       | 100     | 0        |          | 0     |       |
| сільське | 14500   | 100     | 7166     | 49.42    | 7334  | 50.58 |

## Сусідні гміни
Гміна Ліся Гура межує з такими гмінами: Домброва-Тарновська, Жабно, Радгощ, Тарнув, Чарна.